# Germanistica
La germanistica è la disciplina accademica delle scienze umane che studia, documenta e tramanda la lingua tedesca e la letteratura in lingua tedesca nelle loro manifestazioni storiche e contemporanee. 
In un'accezione più ampia, essa ha il compito di studiare le lingue germaniche con le loro culture e letterature: principalmente il tedesco, e più estensivamente anche le lingue del Nord Europa: fiammingo, olandese, frisone, lingue scandinave (danese, faroese, svedese, islandese, norvegese).
Lo studio e l'analisi della lingua e letteratura inglese - nonostante si tratti di una lingua germanica - sono invece devoluti all'anglistica.
La germanistica moderna si compone di tre sottodiscipline: la Linguistica germanistica (germanistische Linguistik), la disciplina "Nuova letteratura tedesca" (Neuere Deutsche Literatur - NDL) e la Medievistica (Mediävistik). A partire dagli anni ottanta, la germanistica viene suddivisa anche in una germanistica interna (Inlandsgermanistik) ed una germanistica estera (Auslandsgermanistik).

## Linguistica germanistica
La linguistica germanistica (germanistische Sprachwissenschaft) studia la lingua tedesca sia nel suo sviluppo storico (diacronia), che anche in considerazione delle relazioni sincroniche di singoli sistemi linguistici. Il suo oggetto comprende tutti i livelli linguistici del tedesco, dall'antico alto tedesco (Althochdeutsch) (dal VIII fino all'XI secolo) attraverso il medio alto tedesco (Mittelhochdeutsch) (dal XI fino al XIV secolo) e l'alto tedesco protomoderno (dal XIV al XVII secolo), fino al moderno alto tedesco (dal XVII secolo).
Inoltre essa analizza la lingua tedesca sotto diversi aspetti (pronunce/grafie, forme flessive, parole, frasi, testi, ecc.), e nelle sue diverse manifestazioni come ad esempio la stratificazione sociolinguistica (lingua colloquiale, lingua scritta, ecc.) o la suddivisione geolinguistica (dialetti, ecc.).

## Letteratura germanistica
La letteratura germanistica (Germanistische Literaturwissenschaft) si suddivide in una (precedentemente chiamata) "parte antica", che si occupa della letteratura dalle origini fino al passaggio dell'era moderna (all'incirca il XVI secolo) - e che oggi viene chiamata Medievistica (germanistica) -, e una "parte moderna", che si occupa della cosiddetta "Nuova letteratura tedesca" (la letteratura dal XVI secolo fino al presente).
A Zurigo il confine fra Medievistica e Nuova Letteratura Tedesca viene spostato: il Barocco e l'era protomoderna vengono contati nella medievistica.
Essa analizza la letteratura: sistematicamente, secondo generi, forme, materiali e motivi; e anche storicamente, secondo autori ed epoche. Ambiti centrali dello studio della letteratura tedesca sono la filologia delle edizioni, la storiografia letteraria e l'analisi di testi letterari.
Le relazioni della letteratura tedesca con le letterature di altri Paesi (storia della ricezione e dei reciproci influssi) e con circostanze storiche, ad esempio in contesto europeo, costituiscono altri importanti ambiti di lavoro.

## Mediologia
Nell'epoca dei media, la germanistica sta cercando connessioni alle scienze della comunicazione, della cultura e dei media. Inoltre essa ha stabilito come suo ramo collaterale la filologia cinematografica.

## Storia della germanistica
Nell'ambito dell'archeologia germanica, come campo di interesse di singoli eruditi, sistematizzato ancora molto limitatamente, la germanistica si fa risalire a Tacito. Questi aveva accennato, negli Annales, ai canti che i Germani (senza indicazione della stirpe) avrebbero dedicato ad Arminio nell'ambito della revisione degli accadimenti del 9 d.C. Nel senso di una disciplina linguistica e letteraria tedesca, essa inizia però solo al tempo dell'Umanesimo con lo studio e la pubblicazione di antiche fonti giuridiche e storiche, e di traduzioni medioevali della Bibbia.
Come scienza autonoma accanto alla filologia antica, e come disciplina universitaria, la germanistica venne fondata all'inizio del XIX secolo da Georg Friedrich Benecke, i fratelli Grimm e Karl Lachmann. Il loro interesse scientifico al passato letterario era significativamente caratterizzato dall'estetica romantica, con la sua riscoperta della poesia medioevale.
Il primo professore straordinario di germanistica fu dal 1810 Friedrich Heinrich von der Hagen a Berlino, mentre nel 1858 nacque all'università di Rostock il "Seminario filologico tedesco" come prima istituzione accademica germanistica. Le discussioni si svilupparono ampiamente sul Canto dei Nibelunghi (Nibelungenlied) e sulla poesia d'amore (Minnesang). Proprio come le opere di Martin Lutero, questi lavori dovevano servire a dimostrare una specifica tradizione culturale "tedesca", che non dovesse temere il confronto con altre nazioni. Similmente all'Italia del Risorgimento, questo in Germania accadeva nella consapevolezza di una unità statale tanto anelata quanto momentaneamente fallita. La prospettiva nazionalistica - che in pari misura esisteva anche in Francia, Inghilterra e altri Paesi - era dubbia già fin dall'inizio, poiché correva il rischio di riflettere soltanto il proprio sciovinismo. Alla revisione di Medioevo ed epoca della Riforma tramite edizioni filologiche e accesi dibattiti di studio, avvenuti nel XIX secolo, seguì la "riscoperta" del Barocco all'inizio del XX secolo.
La revisione della poesia barocca fece emergere un ulteriore problema, ossia il prevalente orientamento verso la figura del "grande", geniale creatore di letteratura; una posizione, questa, che derivava dall'estetica dell'originalità dell'Ottocento. Tuttavia questo concetto di poesia non era esistito nell'epoca barocca, dove al contrario si voleva e doveva dimostrare la propria arte solo tramite l'imitazione di modelli classici. Del pari, nel XIX secolo non ci si era ancora resi ben conto che la triade classica di epos, dramma e lirica aveva il suo punto di partenza in una tradizione prevalentemente orale dell'antichità classica, e pertanto nell'attività letteraria dall'epoca protomoderna aveva significato solo relativamente, nonostante venisse tirata in ballo come prima. In tal modo nacquero equivoci e fraintendimenti che ancora oggi non sono ancora stati risolti.
Lo studio della letteratura tedesca si lasciò strumentalizzare in molti aspetti dagli obbiettivi della politica guglielmina dopo la guerra franco-tedesca del 1870-71: doveva essere dimostrata e illustrata la supremazia della creazione di cultura tedesca rispetto a quella di altre nazioni, sebbene Parigi (come più tardi sottolineato da Walter Benjamin) continuasse a essere la "capitale culturale del XIX secolo". In questa direzione nacquero antologie ed enciclopedie di storia della letteratura in molti volumi.
Nel periodo del Nazionalsocialismo i detentori del potere statale promossero il sostegno ideologico della germanistica, e si avvalsero della sua tendenza al pangermanismo, che derivava ancora dal periodo degli "staterelli". Lo scioglimento dal coinvolgimento ideologico avvenne lentamente dopo la seconda guerra mondiale. Negli anni cinquanta venne prediletto il metodo interpretativo immanente all'opera, che innalzava al rango di paradigma una interpretazione fortemente orientata al testo della poesia, che illuminava motivi e metafore, e che non teneva conto di alcun significato riferito all'influsso di fattori esterni. Talvolta trovarono applicazione anche metodiche psicoanalitiche, che cercavano di chiarire la "personalità" dell'autore che si trova dietro la poesia.
A partire dagli anni sessanta si fece strada una differenziazione dei metodi utilizzati, che ebbe come conseguenza una quasi innumerevole molteplicità di metodologie. Fra le tante derivazioni, si contano fra l'altro (sul modello dell'Americanistica e della Romanistica) lo Strutturalismo, l'Estetica della ricezione, e la Narrativistica. Negli anni settanta lo spettro si è esteso alla teoria intertestuale e all'analisi del discorso, e a prospettive poststrutturaliste, semiotiche e decostruttivistiche, femministe e postfemministe.

## Germanistica estera
Alois Wierlacher è stato agli inizi degli anni Ottanta uno dei primi studiosi ad aver iniziato il dibattito secondo cui la germanistica dei Paesi di lingua tedesca dovesse avere un orientamento diverso da quello dei Paesi in cui il tedesco non è la lingua madre. Egli sosteneva l'idea di una germanistica che si costituisse come "Studio comparativo di culture straniere". Chiaramente le sue tesi per un drastico nuovo orientamento della germanistica furono assai controverse, ma il dibattito da lui iniziato condusse in seguito ad una più forte consapevolezza delle differenze fra la germanistica dei paesi di lingua tedesca e la germanistica all'estero. Come conseguenza di questa discussione nacque il termine "germanistica estera", che adesso è entrato in uso anche da parte di istituzioni universitarie.